# Simyra dentinosa
Simyra dentinosa là một loài bướm đêm thuộc họ Noctuidae. Nó được tìm thấy ở tây nam 
Caspian, Balkans, khu vực miền nam of miền đông châu Âu, Cận Đông và Trung Đông. Nó được di thực vào Hoa Kỳ.
Con trưởng thành bay từ tháng 1 đến tháng 3. Có một lứa một năm.
Ấu trùng ăn các loài Euphorbia.

## Hình ảnh

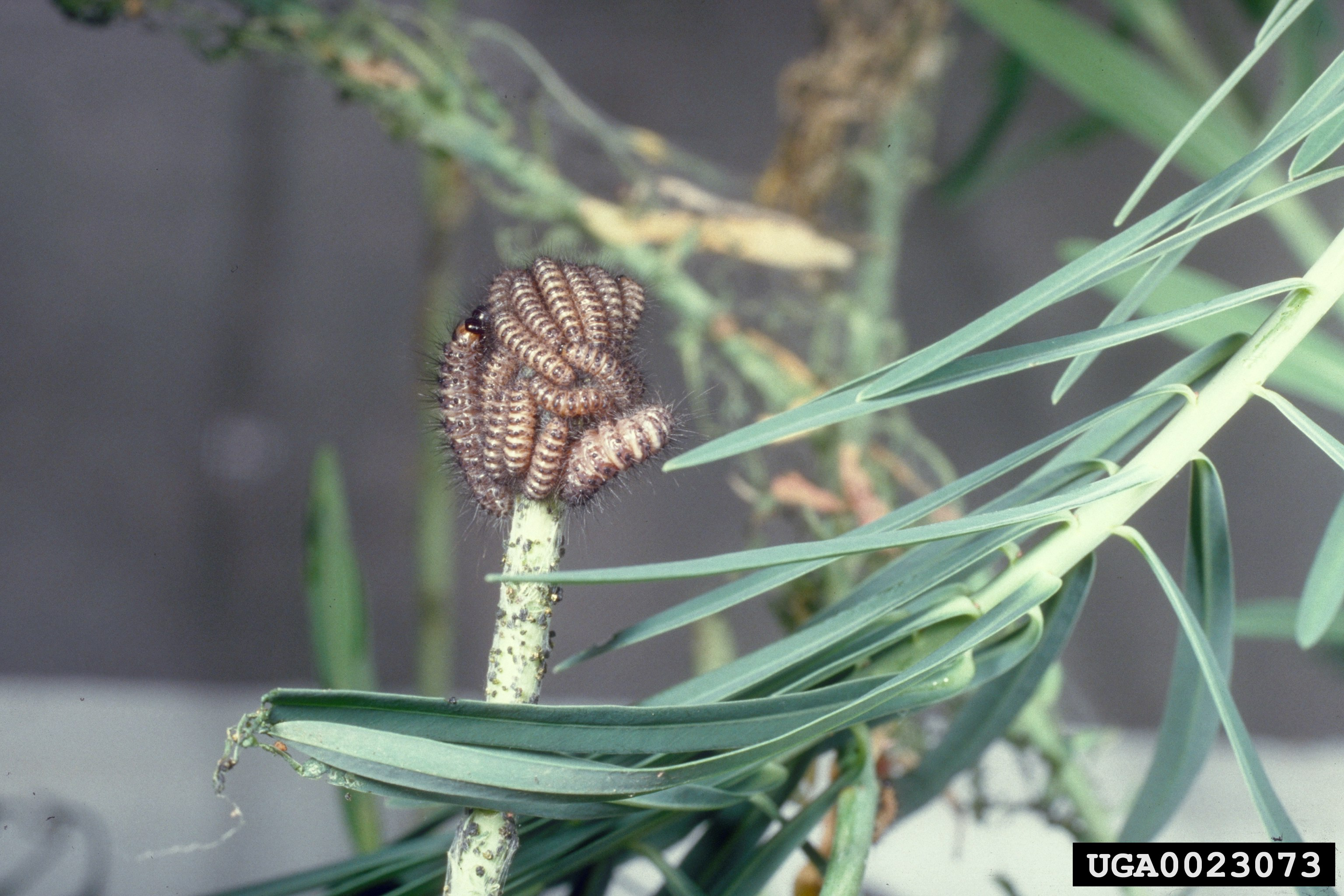